# マワーリー
マワーリー（アラビア語: موالي Mawālī（マワーリーは複数形で、単数形はマウラ（Mawlā (Arabic:مولى））とは、イスラム教の勢力が拡大した時期にアラブ人によって征服された人々のこと。改宗民、庇護民、被征服民、解放奴隷などの様々な訳語が当てられている。
イスラム帝国最初の世襲王朝であるウマイヤ朝はアラブ人を優遇する政策を取っており、コーランの元での平等を掲げるイスラームの教えと現実との差異に不満を持つ人々が大勢いた。これらのマワーリーと呼ばれた被征服民たちがアッバース朝の元でウマイヤ朝を倒す時の原動力となった。
イスラム教は「コーランか、剣か、貢納か」という言葉に表される様に、イスラム教の流布を大義として戦いを広げていったと言われるが、実際には異教徒のイスラム教への改宗には余り熱心ではなかった。イスラム教自体が安易な改宗を嫌う性質を持っていることもあったが、イスラム社会にとっては異教徒がイスラム教に改宗して人頭税（ジズヤ）や地租（ハラージュ）を納めなくなることは減収入に繋がったからである。